# Jackson megye (Illinois)
Jackson megye az Amerikai Egyesült Államokban, azon belül Illinois államban található. Megyeszékhelye Murphysboro, legnagyobb városa Carbondale. Lakosainak száma 52 974 fő (2020. április 1.). Jackson megye Perry, Union, Williamson, Randolph, Franklin és Perry megyékkel határos.

## Népesség
A megye népességének változása:
| Lakosok száma | 60 376 | 60 308 | 60 113 | 59 814 | 59 362 | 52 974 |
|               | 2010   | 2011   | 2012   | 2013   | 2015   | 2020   |